# 衆議院議員選挙法第十条ノ特例ニ関スル法律
衆議院議員選挙法第十条ノ特例ニ関スル法律（しゅうぎいんぎいんせんきょほうだいじゅうじょうのとくれいにかんするほうりつ、昭和20年8月16日法律第41号）は、衆議院議員の特例について定めた法律。

## 概要
衆議院議員選挙法第10条では衆議院議員は一部の役職（後述）を除いて官吏や待遇官吏と兼職をすることができないが、戦時中の特例として衆議院議員は勅令で指定する官吏と兼務できることを規定している。政府より法案の提出理由について「現在の戦争の状況を突破するためには、広く人材を求める必要があるから」と説明された。
法律案が帝国議会で審議・可決されたのは1945年6月12日であったが、公布されたのはポツダム宣言の受諾が発表（玉音放送）されて日本の敗戦が決まった8月15日の翌日の8月16日であった。
なお、本法本文中に「大東亜戦争」と規定されていた箇所は、「昭和二十年勅令第五百四十二号「ポツダム」宣言ノ受諾ニ伴ヒ発スル命令ニ関スル件ニ基ク昭和十三年法律第八十四号大東亜戦争ニ際シ召集中ノ者ノ選挙権及被選挙権等ニ関スル法律中改正等ノ件」（昭和21年3月18日勅令第146号）によって、「今次ノ戦争」という文言に変更（改正）された。
1947年5月3日の日本国憲法施行により、法律上における勅令は政令を指すこととなった。1947年2月24日に公布された参議院議員選挙法第8条では「衆議院議員と兼ねることができない職にある者は、参議院議員とも兼ねることができない」と、1947年5月3日に施行された国会法の第39条では「議員は、別に法律で定めた場合を除いては、その任期中国又は地方公共団体の公務員と兼ねることができない。ただし、両議院一致の議決に基づく場合は、この限りでない。」とそれぞれ規定され、衆議院議員だけではなく参議院議員も含めた国会議員の兼職制限規定として存在した。
1948年4月14日に公布された政務次官の臨時設置に関する法律により、1948年7月5日に衆議院議員選挙法第10条が削除されて実効性を喪失した。国会議員と他の公務員との兼職制限規定は国会法第39条に完全に移行された。なお、国会法第39条は1948年7月5日に「議員は、内閣総理大臣その他の国務大臣、内閣官房長官、各省次官及び別に法律で定めた場合を除いては、その任期中国又は地方公共団体の公務員と兼ねることができない。但し、国会の議決に基き、その任期中内閣行政各部における各種の委員、顧問、参与その他これに準ずる職務に就く場合は、この限りでない」と条文改正され、参議院議員選挙法は1950年4月15日に公布された公職選挙法が同年5月1日に施行されたことにより廃止となった。
1954年5月1日に公布され即日施行された「自治庁関係法令の整理に関する法律」により、法律自体が廃止された。

## 衆議院議員選挙法第10条
1926年3月29日に成立し、1928年2月20日から施行された衆議院議員選挙法（普通選挙法）の第10条では原則として官吏や待遇官吏と兼職できない衆議院議員は以下の官吏とは例外的に兼職できる規定となっていた。
- 国務大臣
- 内閣書記官長（1947年5月3日以降は内閣官房長官[注釈 1]）
- 法制局長官（1948年2月25日に削除[注釈 2]）
- 各省政務次官
- 各省参与官
- 内閣総理大臣秘書官
- 各省秘書官
- 国務大臣秘書官（当初の規定には無く、 1947年4月25日から設置された[注釈 1]）